# Queta Carrasco
Enriqueta Carrasco Navarrete (Ciudad de México, 4 de julio de 1913 - ibídem, 8 de agosto de 1996), conocida como Queta Carrasco, fue una primera actriz mexicana de cine y televisión. Hermana menor de la actriz Ada Carrasco y tía de otra actriz, Malena Doria, hija de Ada.
A la muerte de Sara García en 1980, pasó a ser considerada por el público mexicano como la nueva abuelita de México.

## Biografía
Nació en Ciudad de México, siendo hija de Honorato Carrasco y la actriz Ada Navarrete. Ella y su hermana Ada comenzaron simultáneamente su carrera como actrices, ya que como su hermana ella debutó como actriz en 1962, en un papel menor en la película Ruletero a toda marcha, dirigida por Rafael Baledón.

Continuó con una extensa carrera que abarcó más de 40 películas, entre las que se encuentran títulos como: Esta noche no, Las amiguitas de los ricos, No hay cruces en el mar, Un Quijote sin mancha, Los novios, Secreto de confesión, Tonta, tonta pero no tanto, Fe, esperanza y caridad, La casa del sur y El rey de la vecindad entre muchas otras. También participó en diversas telenovelas como Los miserables, Los bandidos del río frío, Gabriel y Gabriela, Lo que el cielo no perdona, La indomable, Morir para vivir, Ángeles blancos y Corazón salvaje, entre otras.
En 1989, con 76 años Queta declaró ser una abuelita muy activa: "Soy una mujer actual, porque he tenido que adaptarme a la vida moderna, sé patinar, sé bailar y también me divierto como gente joven, aun cuando la juventud de ahora sea tan diferente a la de mi tiempo". Además dejó en claro que no abandonaría la profesión que tanto amaba, hasta que sus fuerzas se lo impidieran: «Sin trabajo sería como estar muriendo en vida. No quiero que llegue el momento de quedarme sin trabajo, yo prefiero que Dios me diga ¡Hasta aquí!, pero que me dé la oportunidad de morirme trabajando».
En la década de los 90 siguió trabajando con frecuencia en telenovelas, así como también en las películas: A gozar, a gozar que el mundo se va a acabar, ¡Mátenme porque me muero! y Al caer la noche. Sú último trabajo como actriz fue en la telenovela de época de 1995 Alondra, producida por Carla Estrada y donde interpretada el papel de Rosario.
Queta falleció el 8 de agosto de 1996 en Ciudad de México, dos años después que su hermana Ada.

## Filmografía

### Películas
- Culpable o inocente (1993)
- Al caer la noche (1992)
- ¡Mátenme porque me muero! (1991) .... Nana
- A gozar, a gozar, que el mundo se va acabar (1990)
- El aduanal (1990)
- El francotirador fenómeno (1989)
- El gran relajo mexicano (1988)
- Reto a la vida (1988)
- Bancazo en Los Mochis (1988)
- El vergonzoso (1988)
- El cabaretero y sus golfas (1988)
- Vuelven los pistoleros famosos III (1987)
- Noche de Calífas (1987)
- Salvador (1986) .... Bruja
- Cuando los hijos no vienen (1986)
- Agente 0013: Hermelinda linda II (1986)
- ¡Yerba sangrienta! (1986)
- Chiquidrácula (1985)... Abuela
- El ratero de la vecindad II (1985)
- Mi querida vecindad (1985)
- El rey de la vecindad (1985) .... Doña Tacha
- Hermelinda linda (1984)
- Cruz de olvido (1984)
- Los humillados (1984)
- Territorio sin ley (1984)
- Lazos de sangre (1983)
- Allá en el rancho de las flores (1983)
- El vecindario II (1983)
- La banda de la sotana negra (1983)
- Burdel (1982)
- La guerra es un buen negocio (1982)
- Oficio de tinieblas (1981)
- La leyenda de Rodrigo (1981)
- El hombre sin miedo (1980) .... Profesora
- El Coyote y la Bronca (1980)
- Nuestro juramento (1980)
- Discotec fin de semana (1979)
- Xoxontla (1978)
- Una noche embarazosa (1977)
- Prisión de mujeres (1977) .... Dichosa
- Celestina (1976) .... Anciana
- El rey (1976)
- Coronación (1976) .... Invitada a fiesta
- El trinquetero (1976)
- La presidenta municipal (1975) .... Queta - esposa de Don Casimiro
- Los tres compadres (1975)
- El caballo del diablo (1975)
- La casa del Sur (1975) .... Abuela
- Los caciques (1975) .... La vieja
- El sonámbulo (1974)
- Los perros de Dios (1974)
- Descenso del país de la noche (1974)
- Adorables mujercitas (1974)
- Llanto, risas y nocaut (1974)
- Me caí de la nube (1974)
- Fe, esperanza y caridad (1974) .... Madre de Filigonio
- Huracán Ramírez y la monjita negra (1973)
- La inocente (1972)
- El metiche (1972)
- Tonta tonta pero no tanto (1972) .... Mamá Cruz
- Los perturbados (1972)
- Tacos al carbón (1972) .... Suegra de Constancio
- El águila descalza (1971) .... La Llorona, paciente Manicomio
- Secreto de confesión (1971) .... Madre adoptiva de Miguel
- Bang bang al hoyo (1971)
- Elena y Raquel (1971)
- El ídolo (1971)
- La casa del farol rojo (1971)
- Los novios (1971) .... Tía Chona
- Jesús, nuestro Señor (1971)
- Pubertinaje (1971)
- Flor de durazno (1970)
- El club de los suicidas (1970) .... Madre de Jaime
- Patsy, mi amor (1969)
- Un Quijote sin mancha (1969) .... Angustias
- Primera comunión (1969)
- Santa (1969)
- Pacto diabólico (1969)
- Los asesinos (1968) .... Mujer asesinada
- El caudillo (1968)
- No hay cruces en el mar (1968)
- María Isabel (1968)
- La carcachita (1967)
- La muerte en bikini (1967)
- Santo, el Enmascarado de Plata vs. la invasión de los marcianos (1967)
- Crisol (1967)
- Los perversos (1967)
- Las amiguitas de los ricos (1967)
- La venganza de Huracán Ramírez (1967)
- Doctor Satán (1966)
- La tierna infancia (1966) .... Hermana Camila
- Esta noche no (1966) .... Enriqueta
- Fuera de la ley (1966)
- El asesino invisible (1965)
- El bracero del año (1964)
- El padrecito (1964) .... Vecina
- La mente y el crimen (1964)
- Los forajidos (1962)
- Atrás de las nubes (1962) .... Beata chismosa
- Ruletero a toda marcha (1962) .... Vecina
- Macario (1960)

### Telenovelas
- Alondra (1995) .... Rosario
- Bajo un mismo rostro (1995)
- Dos mujeres un camino (1993-1994)  .... Abuela narcotraficante
- Hasta que la muerte los separe (1993-1995) (Serie de TV)
- Corazón salvaje (1993-1994) .... Doña Prudencia Santa María
- Vida robada (1991-1992) .... Juventina
- Ángeles blancos (1990-1991) .... Josefita
- Carrusel (1989-1990) .... Tía Rosa
- Morir para vivir (1989) .... Doña Aurora
- La indomable (1987) .... Pancha
- Cuna de lobos (1986) .... Abuela de Bertha †
- Tú eres mi destino (1984) .... Jacinta
- Lo que el cielo no perdona (1982) .... Milagros
- Gabriel y Gabriela (1982-1983) .... Brígida
- La noche del sábado (1978) .... Bruja
- Los bandidos del río frío (1976) .... Matiana
- Los miserables (1974)

### Series
- La hora marcada (1989) .... Maestra (Episodio "David")